# قوي قلبك
قوي قلبك برنامج مسابقات ترفيهي، يتنافس خلاله مجموعة من الفرق من دول عالمية مختلفة في مجموعة من الألعاب الخطيرة والمسلية.
البرنامج هو النسخة العربية المصرية مأخوذ من فكرة برنامج فرنسي اسمه "The biggest gameshow in the world". انطلق البرنامج في 6 سبتمبر 2014 على قناة إم بي سي مصر. كلف التقديم إلى الممثلة وملكة جمال مصر لعام 1989 داليا البحيري التي قامت بتسجيل حلقات البرنامج في بودابست في المجر.

## فكرة البرنامج
دور فكرة البرنامج حول مجموعة من الفرق من إندونيسيا، فرنسا، المجر، روسيا، القارة الأمريكية ومصر، يتنافسون في مجموعة من الألعاب الخطيرة.
على كل فريق بذل الجهود الممكنة للحصول على أعلى نقاط في كل جولة، وهذه النقاط هي التي سيعتمد عليها في الحلقة الأخيرة، وطوال البرنامج لن يتم إقصاء أي فريق، بل سيتم معرفة الفائز في الحلقة الأخيرة. في كل حلقة، يقوم أحد الفرق بمواجهة 5 ألعاب مختلفة للحصول على نقاط وبالتالي تؤهلة للمرحلة الأصعب والأخيرة والتي يطلق عليها اسم «جدار الأبطال».
الفريق المصري، مقسم إلى مجموعتين وكل مجموعة لديها مدرب خاص بها.

## وصلات خارجية
- صفحة البرنامج الرئيسية على موقع إم بي سي مصر